# Суринамский конституционный референдум (1987)
Конституционный референдум в Суринаме прошёл 30 сентября 1987 года. На референдум был вынесен вопрос о принятии новой Конституции, предусматривающей избираемый по пропорциональной системе 51-местный однопалатный парламент — Национальную ассамблею, которая выбирает президента страны.

## Результаты
По результатам проведённого референдума при явке в 62,7 % подавляющим количеством голосов — 96,94 % — Конституция была принята.
| Да или нет                                                | Голосов | Процент  |
| --------------------------------------------------------- | ------- | -------- |
| Да                                                        | 114 719 | 96,94 %  |
| Нет                                                       | 3617    | 3,06 %   |
| Действительных голосов                                    | 118 336 | 96,73 %  |
| Недействительных голосов                                  | 3999    | 3,27 %   |
| Всего голосов                                             | 122 335 | 100,00 % |
| Явка                                                      | 62,70 % | 62,70 %  |
| Электорат                                                 | 195 099 | 195 099  |
| Источник: Database and Search Engine for Direct Democracy |         |          |